# John Drury Clark
John Drury Clark (Fairbanks, 15 agosto 1907 – Denville, 6 luglio 1988) è stato un chimico e scrittore statunitense che contribuì allo sviluppo di combustibili per razzi. Fu anche appassionato e scrittore di fantascienza.

## Biografia
Clark nacque a Fairbanks, in Alaska.  Frequentò l'Università dell'Alaska, e quindi ricevette il baccellierato in scienze dal California Institute of Technology di Pasadena in California; al college era compagno di stanza di L. Sprague de Camp. Conseguì la laurea magistrale all'Università del Wisconsin-Madison e nel 1934 il Ph.D. dall'Università di Stanford. Si trasferì a nord di New York nei primi anni 1930, e visse a Philadelphia nel 1943. Il 7 giugno 1943, sposò il soprano lirico Mildred Baldwin.
Nel 1933 Clark pubblicò una nuova versione della tavola periodica degli elementi a forma di spirale. Questa idea fu utilizzata dalla rivista Life come illustrazione significativa e attraente in un numero speciale sugli elementi, uscito il 16 maggio 1949. Questa figura ispirò l'artista Edgar Longman, che ne fece un murale alla esibizione scientifica del Festival of Britain di Londra nel 1951. Clark elaborò una nuova versione di tavola periodica nel 1950, ma questa ebbe meno successo.
Clark lavorò come chimico in varie industrie. Dal 1949 fino al suo pensionamento nel 1970 lavorò allo sviluppo di propellenti liquidi alla Naval Air Rocket Test Station di Dover, New Jersey, che nel 1960 assunse il nome di Liquid Rocket Propulsion Laboratory del Picatinny Arsenal. La sua qualifica fu di capo chimico. Nel 1972 pubblicò il libro Ignition! An Informal History of Liquid Rocket Propellants, dove racconta lo sviluppo della tecnologia dei propellenti liquidi per razzi negli Stati Uniti, sia attraverso spiegazioni tecniche del lavoro svolto dagli scienziati, sia con aneddoti anche umoristici sulle persone coinvolte e sugli incidenti occorsi. Il libro è quasi un romanzo, con un umorismo che ha sicuramente il tocco dell'amico fraterno Asimov – sua la prefazione – ed è praticamente la storia di un immane lavoro di ricerca nella corsa verso lo spazio.
Nei suoi ultimi anni Clark visse a Newfoundland, nella Contea di Passaic, New Jersey. Morì nel 1988 dopo una lunga malattia al St. Clare's Hospital di Denville, nel New Jersey. Le sue carte, che comprendono corrispondenza, bozze di pubblicazioni scientifiche e di fantascienza, note, un memoriale inedito dattiloscritto, diari (1923-1984), ritagli e foto, sono conservati nelle collezioni speciali al Virginia Tech come parte degli archivi dell'esplorazione spaziale statunitense (Archives of American Aerospace Exploration).
Clark fu anche appassionato di fantascienza e fantasy. Scrisse due racconti di fantascienza, che furono pubblicati nel 1937 sulla rivista Astounding Science Fiction, e fu amico di alcuni personaggi che erano o sarebbero diventati autori in questi generi letterari: L. Sprague de Camp, P. Schuyler Miller, Fletcher Pratt e L. Ron Hubbard. Fu inoltre affascinato dal personaggio di Conan il barbaro, ideato dallo scrittore Robert Ervin Howard, e fu coautore di vari articoli sull'argomento. Altri scritti sono menzionati tra le opere.

## Opere
- A new periodic chart, in J. Chem. Educ., vol. 10, n. 11, 1933,  p. 675, DOI:10.1021/ed010p675. URL consultato il 14 dicembre 2010.
- Minus Planet, in Astounding Science Fiction, aprile 1937.
- Space Blister, in Astounding Science Fiction, agosto 1937.
- A Probable Outline of Conan's Career, con P. Schuyler Miller, in The Hyborian Age (1938).
- A modern periodic chart of chemical elements, in Science, vol. 111, n. 2894, 1950,  pp. 661-663, DOI:10.1126/science.111.2894.661. URL consultato il 14 dicembre 2010.
- Introduction a The Petrified Planet (1952) (riutilizzato in Uller Uprising, di H. Beam Piper, 1983).
- The Silicone World, in Startling Stories, dicembre 1952.
- An Informal Biography of Conan the Cimmerian, con P. Schuyler Miller, in The Coming of Conan (1953).
- An Informal Biography of Conan the Cimmerian, con P. Schuyler Miller e L. Sprague de Camp, in Amra, vol. 2, no. 4, (1959).
- Science Fact: Dimensions, Anyone?, in Analog Science Fiction and Fact, novembre 1966.
- Ignition! An Informal History of Liquid Rocket Propellants, New Brunswick, New Jersey, Rutgers University Press, 1972,  pp. 214 pagine., ISBN 0-8135-0725-1.